# Iliad
Iliad S.A. (IPA: [iliˈad]) è una compagnia francese di telecomunicazioni. Fondata nel 1990 a Parigi da Xavier Niel, che ne detiene il controllo con una partecipazione del 70% del capitale azionario, fornisce servizi di telefonia fissa e mobile, accesso a Internet e servizi di hosting.

## Storia
Nel 1991 Xavier Niel acquista Fermic Multimedia, un fornitore di servizi telematici per adulti basato sul sistema Minitel, e lo rinomina Iliad.
Nel 1999 Iliad ottiene le licenze per sviluppare la propria rete e commercializzare servizi di telecomunicazione al pubblico con il marchio Free. Nel 2000 la rete di Iliad viene interconnessa a quella di France Télécom. Nello stesso periodo cessa di fornire servizi telematici Minitel. Nel 2001 sviluppa e commercializza un proprio terminale multimediale, chiamato Freebox.
A partire dal 2003 fornisce servizi di connessione Internet DSL in Francia.
Nel 2004 si quota presso la Borsa di Parigi.
Nel 2008 acquista il provider Internet Alice France da Telecom Italia per 775 milioni di euro, diventando il secondo fornitore di accesso Internet in Francia per numero di clienti, dietro a Orange.
Nel 2011 viene fondato l'operatore mobile Free Mobile, sussidiaria di Iliad, che dal 2016 è il quarto operatore mobile francese per numero di clienti.
Tra il 2013 e il 2014 tenta, senza successo, di acquistare l'operatore di telefonia mobile statunitense T-Mobile US da Deutsche Telekom.
Il 1º settembre 2016 la Commissione europea approva ufficialmente la fusione di Wind e 3 Italia, confermando l'ingresso di Iliad come futuro nuovo quarto operatore mobile italiano. La stessa Commissione ha confermato le misure correttive applicate a Wind-3: la cessione al nuovo operatore di una determinata quantità dello spettro radio mobile della joint venture proveniente da diverse bande di frequenza (900 MHz, 1800 MHz, 2100 MHz e 2600 MHz), il trasferimento/co-locazione di varie migliaia di siti per l’installazione di stazioni base mobili dalla joint venture al nuovo operatore e un accordo transitorio (per l'accesso a 2G, 3G, 4G ed eventualmente 5G) che permette al nuovo operatore di usare la rete della joint venture per offrire ai clienti servizi mobili a livello nazionale fino a quando non abbia costituito la propria rete.
Nel corso di una conferenza stampa tenutasi a Barcellona nel mese di novembre 2016, il direttore finanziario (CFO) di Iliad, Thomas Reynaud, ha confermato l'inizio dei lavori sulla rete di trasporto (core network) e l'accesso ai siti delle torri di trasmissione – come previsto dalla Commissione europea – messi a disposizione dalla joint venture tra Wind e 3 Italia.
Il 23 dicembre 2019 Iliad comunica d'aver finalizzato la cessione delle proprie antenne, site in Francia e in Italia, a Cellnex.
Il 2 giugno 2020 il gruppo Iliad e il gruppo Digicel annunciano la creazione di una joint venture nella quale, per conto dei due gruppi, confluisce la proprietà dell'infrastruttura di rete e degli impianti attivi in Guadalupa, Guyana francese, Martinica, Saint-Barthélemy e Saint-Martin. I due operatori mantengono, tuttavia, una piena autonomia commerciale, ciascuno con la propria rete di trasporto e licenza d'uso delle frequenze.
Il 1º ottobre 2020 si chiude l'asta 5G in Francia e Free Mobile si aggiudica 70 MHz in banda 3.4-3.8 GHz, per un investimento complessivo di 602 milioni di euro.
Il 21 settembre 2020 Iliad annuncia ufficialmente l'intenzione di voler acquisire l'operatore polacco Play, attraverso un'offerta pubblica di acquisto (OPA) per 3,5 miliardi di euro. L'operazione prosegue con l'approvazione, in data 27 ottobre 2020, da parte della Commissione europea e la sua conclusione, comunicata il 20 novembre 2020, grazie alla quale il gruppo Iliad entra in possesso di 246.131.028 azioni, raggiungendo il 96,66% del capitale sociale e dei diritti di voto della società. Di conseguenza, muta il consiglio di amministrazione di Play con l'insediamento di sei amministratori nominati da Iliad e tre indipendenti.
Il 6 aprile 2021 Iliad diviene il primo azionista di Unieuro a seguito dell'acquisizione di una quota societaria prossima al 12%.
Nel novembre 2023 la controllata Scaleaway, attiva nel cloud computing, avvia in Francia Kyutai, il primo laboratorio europeo di ricerca indipendente sul tema dell'intelligenza artificiale, laboratorio che adotta un approccio open source e open-science con una dotazione iniziale di 300 milioni di euro.
A dicembre 2023 Iliad, dopo aver tentato a febbraio 2022 di acquisire Vodafone Italia, ha proposto a Vodafone la creazione di una joint venture per unire i servizi di telecomunicazioni in Italia. Il 31 gennaio 2024 il gruppo inglese rifiuta l'offerta di fusione, dichiarando però di essere aperta a nuove trattative con altri operatori del mercato.

## Iliad in Italia
Nel 2016 viene fondata Iliad Italia come filiale italiana del gruppo francese Iliad.